# Hanns Matula
Hanns Matula (né le 6 décembre 1923 à Vienne, mort le 8 juillet 1987 dans la même ville) est un directeur de la photographie autrichien.

## Biographie
Matula commence sa carrière après la guerre dans la production et le montage. En 1950, il devient le premier assistant opérateur de Hans Heinz Theyer.
Il fait ses débuts de directeur pour le documentaire Unsterblicher Mozart, cependant il devient pleinement après la mort de Theyer en 1961 auprès de Franz Antel. Pendant les années 1960 et 1970, il travaille sur des comédies ainsi que des films érotiques. Le dernier film d'Antel, une biographie, Johann Strauss, le roi sans couronne, est aussi le dernier film de Matula.

## Filmographie
- 1947 : Wer küßt wen? (montage)
- 1949 : Doktor Rosin (montage)
- 1949 : Märchen vom Glück (montage)
- 1954 : Unsterblicher Mozart
- 1955 : Spionage
- 1955 : Ja, so ist das mit der Liebe
- 1956 : Mariés pour rire
- 1956 : Liebe, Schnee und Sonnenschein
- 1957 : Le Chant du bonheur
- 1961 : L'Auberge du Cheval noir (Im schwarzen Rößl)
- 1962 : Drei Liebesbriefe aus Tirol
- 1962 : Tanze mit mir in den Morgen
- 1962 : Le Bandit et la Princesse (...und ewig knallen die Räuber)
- 1962 : Ohne Krimi geht die Mimi nie ins Bett (de)
- 1962 : Das ist die Liebe der Matrosen
- 1963 : Mit besten Empfehlungen
- 1963 : Sing, aber spiel nicht mit mir (de)
- 1963 : Im singenden Rößl am Königssee
- 1964 : Die ganze Welt ist himmelblau
- 1964 : Le Ranch de la vengeance
- 1964 : Das hab ich von Papa gelernt
- 1967 : Couchés dans le foin
- 1967 : Mittsommernacht
- 1968 : Andrée ou Andréa
- 1968 : Otto ist auf Frauen scharf
- 1968 : Oui à l'amour, non à la guerre
- 1969 : Von Haut zu Haut
- 1969 : Les petites chattes se mettent au vert
- 1969 : Warum hab’ ich bloß 2× ja gesagt?
- 1969 : L'Auberge des plaisirs
- 1970 : Musik, Musik – da wackelt die Penne
- 1970 : Frau Wirtin bläst auch gern Trompete
- 1970 : Frau Wirtin treibt es jetzt noch toller
- 1971 : Il y a toujours un fou
- 1971 : Mein Vater, der Affe und ich
- 1972 : Sie nannten ihn Krambambuli
- 1972 : Die lustigen Vier von der Tankstelle (de)
- 1972 : Salons de massage
- 1972 : Komm, Zigan
- 1973 : Das Wandern ist Herrn Müllers Lust
- 1973 : Suce pas ton pouce !
- 1973 : Oktoberfest! Da kann man fest!
- 1975 : Kim & Co (de) (série télévisée)
- 1976 : Treize femmes pour Casanova
- 1978 : Tod im November
- 1980 : Ringstraßenpalais (de) (série télévisée)
- 1982 : Ein dicker Hund
- 1987 : Johann Strauss, le roi sans couronne